# Андрій Бєлий
Андрі́й Бє́лий (справжнє ім'я Бугаєв Борис Миколайович; 14 (26) жовтня 1880, Москва — 8 січня 1934) — російський письменник-символіст. Син математика Миколи Бугаєва.
Твори Бєлого пройняті ідеалізмом і містикою. Бєлий розумів приреченість класу буржуазії, але в революції вбачав лише руйнівну силу. Разом з тим яскраво відтворив картини загибелі старого світу (збірки поезій «Попіл», «Урна», 1909, роман «Петербург», 1913). Після 1917 написав поему «Христос воскрес» (1918), роман «Москва» (1926—1933), мемуари, роботи з теорії віршування та історії літератури.

## Біографія
Народився у Москві. Почав друкуватись з 1902 року. З жовтня 1921 по листопад 1923 перебував у вигнанні в Берліні.

## Твори
Поезія
- Золото в лазурі (1903)
- Попіл (1908)
- Урна (1909)
- Королівна та лицарі (1918)
- Після розлуки (1922)
- Вірші (1929)

Проза
- Срібний голуб (1909)
- «Петербург» (1913)
- Москва (роман-дилогія) (1926)
  - Московський дивак
  - Москва під ударом
- Маски (1932)

Літературознавство і критика
- Символізм. Книга статей (1910)
- Луг зелений. Книга статей (1910)
- Арабески. Книга статей (1911)
- Ритм як діалектика й «Мідний вершник». Дослідження (1929)
- Майстерність Гоголя. Дослідження (посмертно, 1934)